# Ministerie van Volksgezondheid, Welzijn en Sport
Das Ministerie van Volksgezondheid, Welzijn en Sport (kurz: VWS, deutsch: Ministerium für Gesundheit, Gemeinwohl und Sport) ist ein niederländisches Ministerium.
Dieses Ministerium ist in erster Linie für die öffentliche Gesundheit verantwortlich. Dies betrifft unter anderem die Bereiche Krankenhäuser, Arzneimittel, Gesundheitskosten (siehe auch: Krankenversicherung in den Niederlanden) und das Hausarztwesen. 
Des Weiteren übernimmt das Ministerium die präventive Gesundheitsvorsorge und die Lebensmittelsicherheit. 
Belange der Wohlfahrt, wie Altenpflege, Jugendpolitik, sozial-kulturelle Arbeit, Suchtpflege und soziale Dienste gehören ebenfalls zum Aufgabenbereich. Darüber hinaus ist das Ministerium für die Sportpolitik zuständig.

## Geschichte

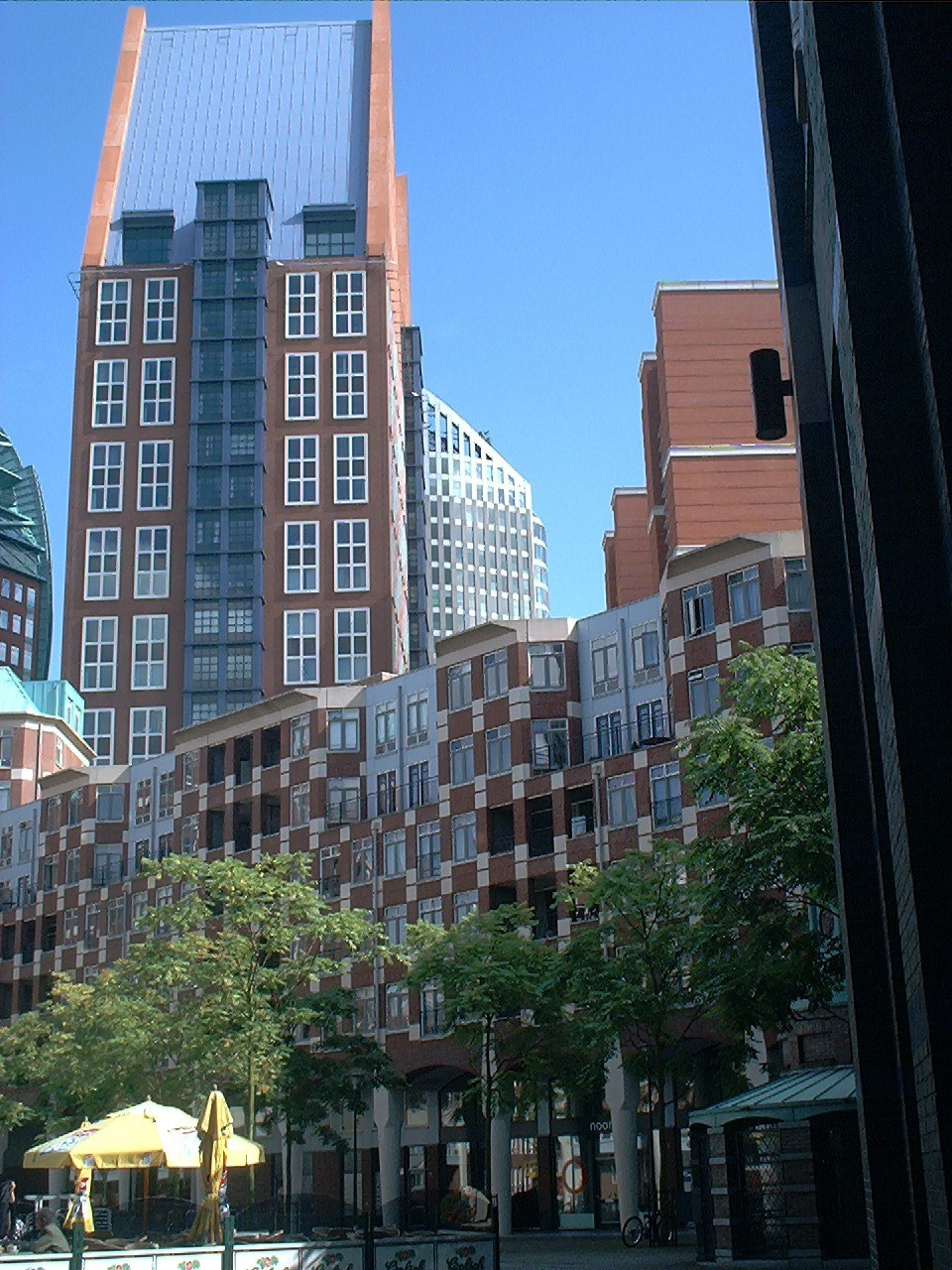
Ministerie van Volksgezondheid, Welzijn en Sport, Den Haag

Das Ministerium entstand 1982 als Ministerium für Gemeinwohl, Gesundheit und Kultur (Ministerie van Welzijn, Volksgezondheid en Cultuur, kurz: WVC), eine Zusammenlegung von Unterabteilungen der Ministerien für Kultur, Erholung und Soziale Arbeit (Ministerie van Cultuur, Recreatie en Maatschappelijk Werk, kurz: CRM) und für Gesundheit und Umwelthygiene (Volksgezondheid en Milieuhygiëne, kurz: Vomil).
1994 verlagerte sich der Bereich der Kulturpolitik zum Ministerium für Bildung, Kultur und Wissenschaft (Ministerie van Onderwijs, Cultuur en Wetenschap), so dass es zu dem heutigen Namen kam. Der Sitz befindet sich zusammen mit dem Ministerium für Soziales und Arbeit (Ministerie van Sociale Zaken en Werkgelegenheid) im Castaliagebäude in Den Haag. Bis 1998 befand es sich im Bürogebäude namens „Hoogvoorde“ in Rijswijk.

## Leitung
Seit dem 3. Juni 2025 ist der zuständige Minister Eddy van Hijum (NSC). Die für Langzeit- und Sozialpflege zuständige Staatssekretärin war von 2024 bis 2025 Vicky Maeijer (PVV). Der Staatssekretär für Jugend, Prävention und Sport in diesem Ministerium ist seit 2024 Vincent Karremans (VVD).

## Aufbau
Das Ministerium für VWS hat verschiedene Abteilungen:
- Rijksinstituut voor Volksgezondheid en Milieu (RIVM)
- Inspectie Gezondheidszorg en Jeugd (IGJ)
- College ter Beoordeling van Geneesmiddelen (CBG)
- CIBG (Centraal Informatiepunt Beroepen Gezondheidszorg)